# Dolmen de la Borderie
Le dolmen de La Borderie est un dolmen situé à Berneuil, dans le département français de la Haute-Vienne.

## Historique
Le dolmen a été fouillé une première fois en 1874 par M. Bidaud. Il est classé au titre des monuments historiques le 5 juillet 1983. Il a été a nouveau fouillé, puis restauré en 1987.

## Description
Le dolmen est situé à moins de 600 m au nord-est de celui de La Lue. La table de couverture mesure 4,30 m de long sur 4,20 m de large pour une épaisseur comprise entre 0,30 m et 1,10 m. Son poids est estimé à 40 tonnes. La chambre ouvrait au sud-ouest mais aucune trace de couloir n'a été découverte. Les dalles sont en granite.

## Matériel archéologique
La fouille de 1987 a permis de retrouver une petite partie de la couche archéologique où ont été recueilli des pointes de flèche perçantes et tranchantes, des grattoirs, une hache polie et un fragment de poignard. Lors de la fouille réalisée en 1874, un poignard en silex et deux tessons de poterie décorés d'incisions linéaires ont été découverts, ils ont été attribués au Chasséen par Claude Burnez. Un poignard à dos poli et un vase plat ont été attribués à l'Artenacien. La datation au radiocarbone des charbons de bois retrouvés sous un support indique une période d'édification vers 4701 (+/- 140 BP) soit au cours du Chasséen.